# Stepove, Lebedîn
Stepove (în ucraineană Степове) este un sat în comuna Katerînivka din raionul Lebedîn, regiunea Sumî, Ucraina.

## Demografie
Componența lingvistică a localității Stepove
     Ucraineană (99,17%)
     Alte limbi (0,83%)
Conform recensământului din 2001, majoritatea populației localității Stepove era vorbitoare de ucraineană (99,17%), existând în minoritate și vorbitori de alte limbi.